# Wiltonia graminicola
Espèce
Wiltonia graminicola est une espèce d'araignées aranéomorphes de la famille des Orsolobidae.

## Distribution
Cette espèce est endémique de Nouvelle-Zélande. Elle se rencontre dans la région d'Otago du niveau de la mer à 1 000 m d'altitude dans l'île du Sud.

## Description
La femelle holotype mesure 2,64 mm et le mâle paratype 2,36 mm.

## Publication originale
- Forster & Platnick, 1985 : A review of the austral spider family Orsolobidae (Arachnida, Araneae), with notes on the superfamily Dysderoidea. Bulletin of the American Museum of Natural History, no 181, p. 1-229 (texte intégral).